# Anderson Lopes
Anderson José Lopes de Souza, genannt Anderson Lopes, (* 15. September 1993 in Recife) ist ein brasilianischer Fußballspieler.

## Karriere
Anderson Lopes startete seine Laufbahn in den Jugendmannschaften verschiedener namhafter Klubs, u. a. des Avaí FC. Hier schaffte der Spieler 2013 auch den Sprung in den Profikader. Am 30. November 2013 wurde er in der Série B im Spiel gegen den Boa EC in der 65. Minute eingewechselt. Nachdem er 2014 den Klub zwischenzeitlich verlassen hatte, wurde der Spieler noch im selben Jahr wieder durch Avaí ausgeliehen. Im selben Jahr wurde Lopes vom Tombense FC unter Vertrag genommen. Dieser verlieh den Spieler fortan an andere Klubs. Anfang 2016 wechselte er dann, ebenfalls auf Leihbasis, zu Athletico Paranaense. Noch im selben Jahr wurde nach Japan ausgeliehen. Er wechselte zu Sanfrecce Hiroshima. Hier blieb er bis Ende 2017. Seine nächste Station ab Februar 2018 war in Korea der FC Seoul. Nach Abschluss der Saison mit Seoul, wechselte Lopes zurück nach Japan. Er unterzeichnete einen Kontrakt bei Hokkaido Consadole Sapporo.
Im Juli 2021 wechselte er nach China zu Wuhan FC. Sein erstes Spiel in der Chinese Super League bestritt Lopes am 19. Juli 2021, dem sechsten Spieltag der Saison 2021. Im Heimspiel gegen den Shanghai Port FC wurde er in der 77. Minute für Léo Baptistão eingewechselt. Für Wuhan bestritt er 17 Erstligaspiele. Im Februar 2022 ging er nach Japan, wo er in Yokohama einen Vertrag beim Erstligisten Yokohama F. Marinos unterschrieb. Am Ende der Saison 2022 feierte er mit den Marinos die japanische Meisterschaft. Am 11. Februar 2023 gewann er mit den Marinos den Supercup. Das Spiel gegen den Pokalsieger Ventforet Kofu wurde mit 2:1 gewonnen. Am Ende der Saison 2023, die die Marinos als Vizemeister abschloss, wurden er und der Japaner Yūya Ōsako mit jeweils 22 Toren Torschützenkönig der Liga. 2024 wurde sein Klub neunter und Lopes mit 23 Toren erneut Torschützenkönig.

## Erfolge
International
- Staatsmeisterschaft von Rio Grande do Sul Sub-17: 2007
- Staatsmeisterschaft von Rio Grande do Sul Sub-20: 2011
- Campeonato Brasileiro de Futebol Sub-17: 2012

Atletico Paranaense
- Staatsmeisterschaft von Paraná: 2016

Yokohama F. Marinos
- Japanischer Meister: 2022
- Japanischer Vizemeister: 2023
- Japanischer Supercup-Sieger: 2023

## Auszeichnungen
J1 League
- Torschützenkönig: 2023 (22 Tore), 2024 (23 Tore)